# جون هنري لويس
جون هنري لويس (بالإنجليزية: John Henry Lewis)‏ (1 مايو 1914 بلوس أنجلوس في الولايات المتحدة - 18 أبريل 1974 ببيركيلي في الولايات المتحدة) هو ملاكم أمريكي، صنّف ضمن فئة الوزن الثقيل الخفيف ‏.

## إحصائيات
خاض خلال مسيرته 117 نزالا، فاز في 100 وتعادل في 5 وخسر في 11. فاز بالضربة القاضية في 57 نزالا.

## روابط خارجية
- جون هنري لويس على موقع بوكس ريك (الإنجليزية) (registration required)